# Lynn Barber (Maskenbildnerin)
Lynn Barber ist eine Maskenbildnerin.

## Leben
Barber begann ihre Karriere im Filmstab 1986 mit dem Kriminalfilm Allein mit dem Mörder von Regisseur David Saperstein, arbeitete jedoch in den ersten Jahren hauptsächlich an Fernsehproduktionen. 1990 wurde sie für Bruce Beresfords Drama Miss Daisy und ihr Chauffeur zusammen mit Manlio Rocchetti und Kevin Haney mit dem Oscar in der Kategorie Bestes Make-up und beste Frisuren ausgezeichnet. In der Folge war sie als Maskenbildnerin an einigen großen Hollywoodproduktionen tätig, darunter Vertical Limit, Donnie Darko und Red Dawn.
Neben ihren Engagements beim Film war Barber weiterhin auch häufig für das Fernsehen tätig. Sie arbeitete an einer Reihe von Fernsehfilmen sowie unter anderem an der Fernsehserien Army Wives, Dallas und Ray Donovan.

## Filmografie (Auswahl)
- 1989: Miss Daisy und ihr Chauffeur (Driving Miss Daisy)
- 1995: Fluke
- 1996: Fled – Flucht nach Plan (Fled)
- 1998: Palmetto – Dumme sterben nicht aus (Palmetto)
- 2000: Vertical Limit
- 2001: Donnie Darko
- 2002: Adaption – Der Orchideen-Dieb (Adaption.)
- 2002: Like Mike
- 2004: Soul Plane
- 2008: Beverly Hills Chihuahua
- 2012: Red Dawn
- 2015: Point Break
- 2016: Mother’s Day – Liebe ist kein Kinderspiel (Mother’s Day)

## Auszeichnungen
- 1990: Oscar in der Kategorie Bestes Make-up und beste Frisuren für Miss Daisy und ihr Chauffeur